# خوان فلوريس
خوان فلوريس (بالإسبانية: Juan Flores)‏ (25 فبراير 1976 بليما في بيرو - ) هو مدرب كرة قدم ولاعب كرة قدم بيروفي في مركز حراسة المرمى. شارك مع منتخب بيرو لكرة القدم. أما مع النوادي، فقد لعب مع الجامعي دي بيرو وخوان أوريتش وسيينسيانو وCiclista Lima Association ‏ وAtlético Minero ‏ وDeportivo Zúñiga ‏ وإستيودانتس دي مديسيني ‏ وLeón de Huánuco ‏ وUnión Comercio ‏ وسبورت بويز وTotal Chalaco ‏.

## وصلات خارجية
- خوان فلوريس على موقع الاتحاد الدولي (مؤرشف)  (الإنجليزية)
- خوان فلوريس على موقع قاعدة بيانات كرة القدم.إي يو (الإنجليزية)
- خوان فلوريس على موقع ناشيونال فوتبول تيمز (الإنجليزية)
- خوان فلوريس على موقع Soccerway.com (الإنجليزية)